# Seffersbach
Der Seffersbach ist ein etwas über zwölf Kilometer langer, rechter und nordöstlicher Zufluss der Saar in Merzig im saarländischen Landkreis Merzig-Wadern.

## Name
Zwischen 1215 und 1217 wurde der Bach erstmals urkundlich genannt („ad riuum … sefferne“). Die Deutung des Namens ist unsicher. Denkbar wäre ein Zusammenhang mit dem urindogermanischen Verb *sh2eu- für „schütten, regnen“ oder auch dem germanischen seip-a- „tropfen“.

## Geographie

### Verlauf
Die Quellen seiner beiden Oberläufe liegen bei Britten. Der Bach fließt dann nach Hausbach, Bachem und Brotdorf (Merzig) und mündet in der Stadt Merzig in die Saar. Dort befinden sich das Feinmechanische Museum Fellenbergmühle und die Seffersbachbrücke, eine Hängegurtbrücke.

### Zuflüsse
Vom Ursprung zur Mündung. 
- Bornwiesbach, linker Oberlauf von Nordwesten
- Heisbornbach, rechter Oberlauf von Westen
- Hausbach, von links und Osten
- Steinrauschbach, von rechts und Nordwesten bei Hausbach
- Heimlingerbach, von links und Nordosten
- Dellbach, von links und Osten bei Bachem
- Hanfgraben, von links und Nordosten
- Espelbach, von rechts und Nordosten bei Brotdorf
- Hundelgräth, von links und Südosten in Brotdorf
- Franzenbach, von rechts und Nordwesten in Brotdorf
- Muckengräth, von links und Südosten gegenüber dem Ortsende von Brotdorf
- Hasentalbach, von links und Südosten gegenüber dem Ortsanfang von Merzig
- Rothensteinbach, von rechts und Nordwesten in Merzig
- Ritzerbach, von links und Osten in Merzig

## Bilder

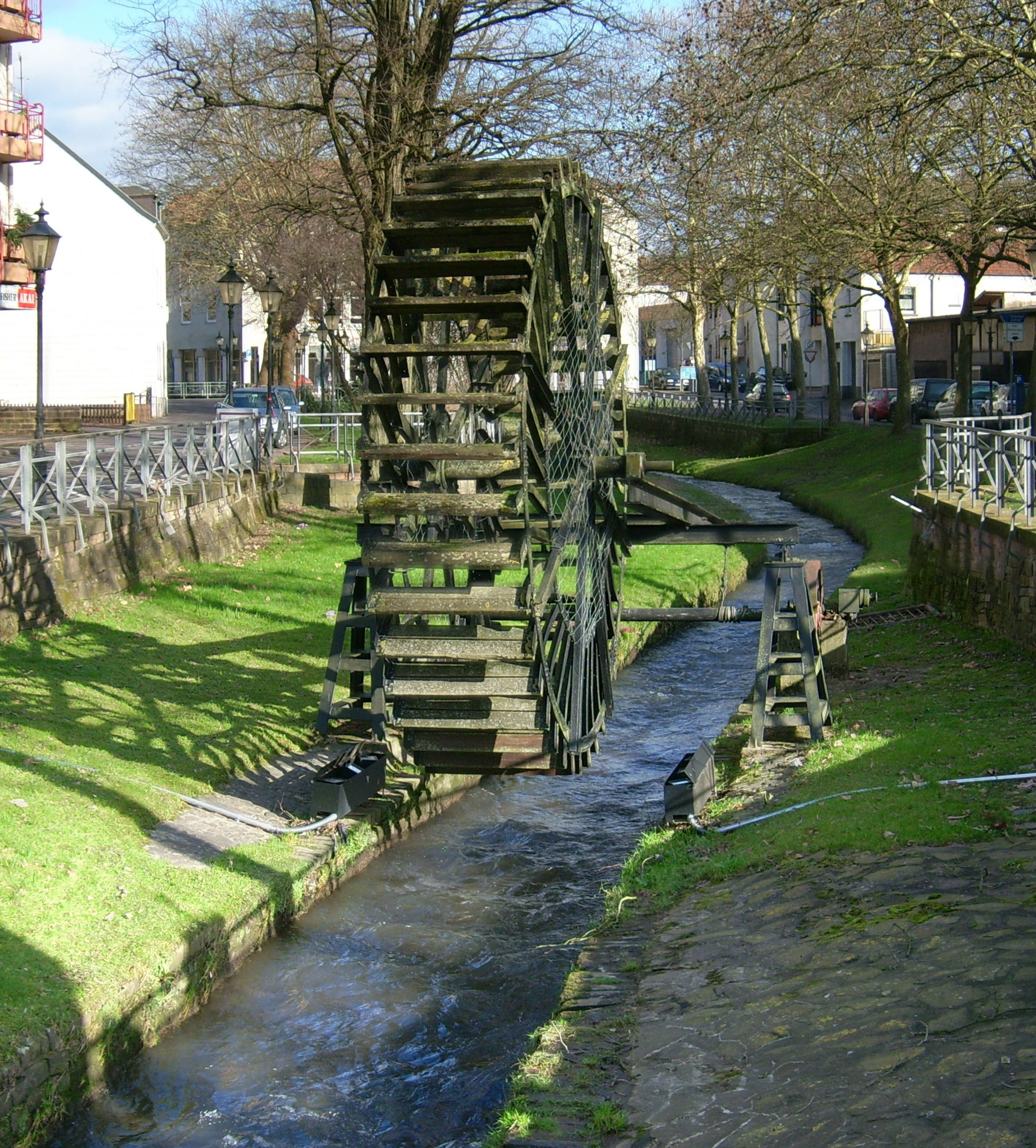
Mühlrad am Bach
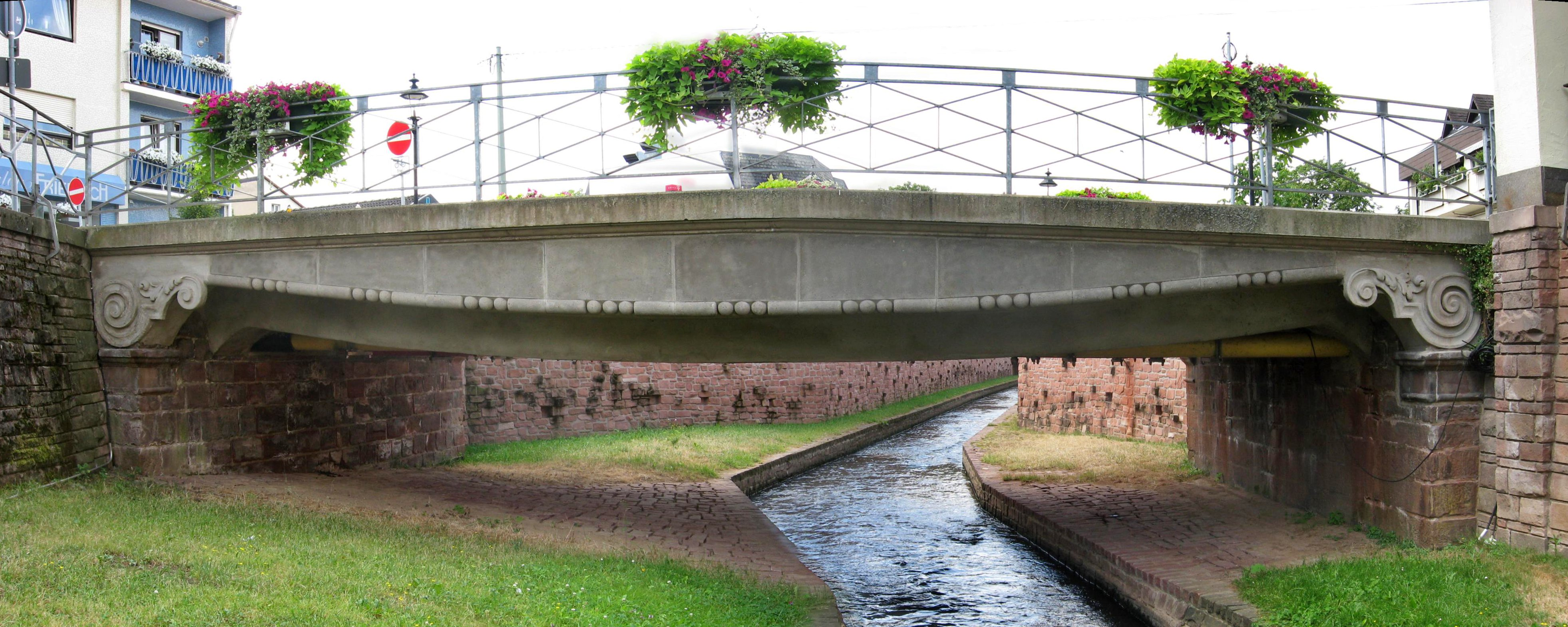
Seffersbachbrücke